# Vịnh Bahrain

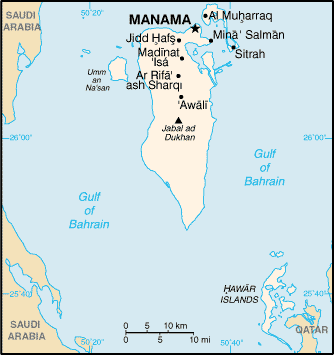
Vịnh Bahrain

Vịnh Bahrain là một đầu vào của Vịnh Ba Tư trên bờ biển phía đông của Ả Rập Xê Út, tách ra từ vùng nước chính của bán đảo Qatar. Nó bao quanh quần đảo của Bahrain. King Fahd Causeway đi qua phía tây của vùng Vịnh Bahrain, kết nối Ả Rập Xê Út với Bahrain.

## Địa lý

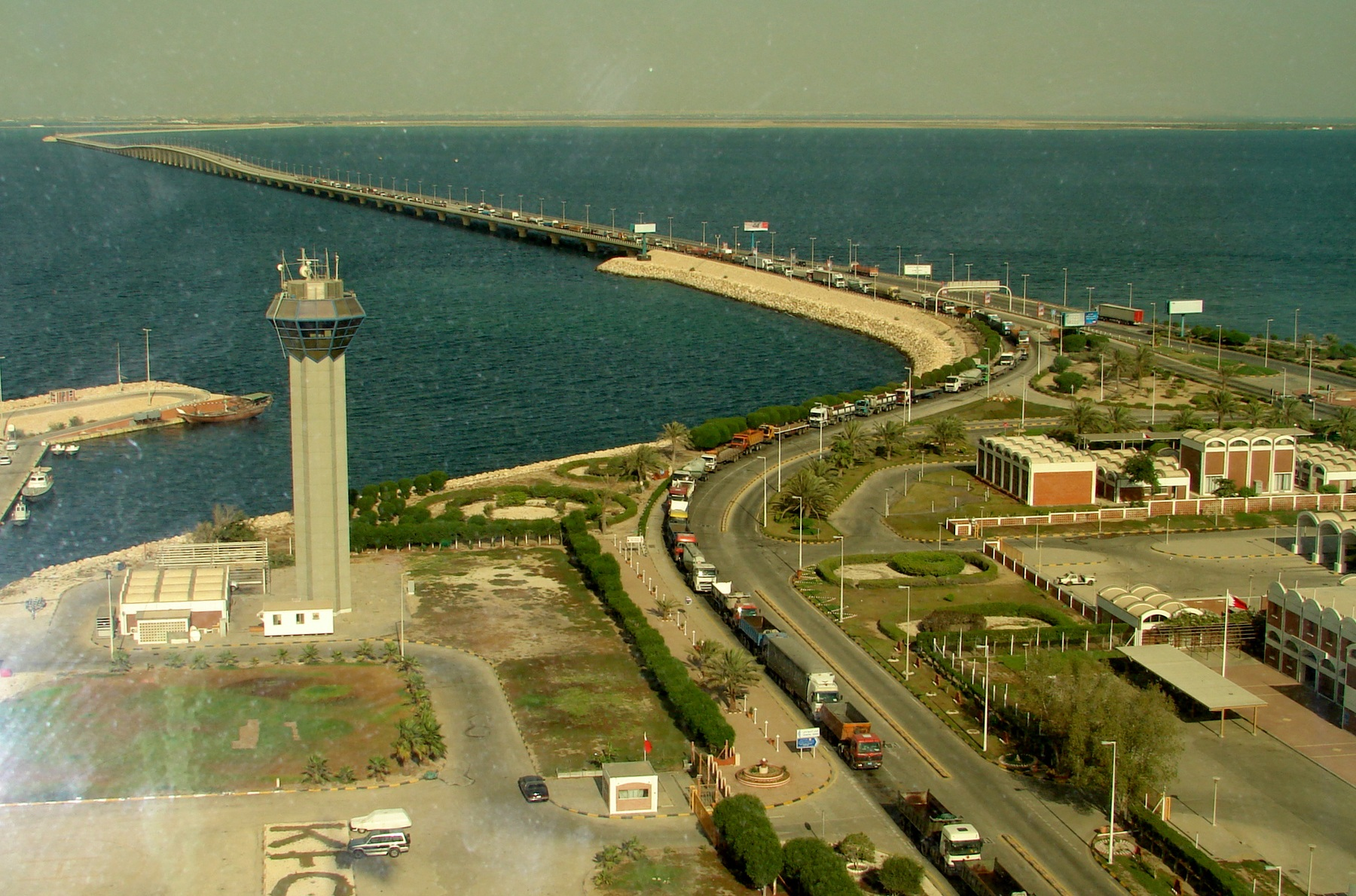
King Fahd Causeway trên vùng Vịnh Bahrain nhìn từ phía đông

Vịnh Bahrain là một vịnh lớn nằm về phía tây Vịnh Ba Tư, giữa bán đảo của Qatar và Ả Rập Xê Út. Nằm giữa điểm cực bắc của Qatar, và bờ biển của Ả Rập Xê Út đến vị trí Bahrain, một nhóm 6 hòn đảo và nhiều đảo nhỏ. Vịnh có hai đầu mở vào Vịnh Ba Tư, phía tây được kéo dài bằng con đường đắp cao dẫn đến Ả Rập Xê Út. Kéo dài liên tục đến phía nam của vịnh Bahrain gọi là Vịnh Salwah. Ở phía đông nam của vương quốc Bahrain, gần với bờ biển của Qatar là vị trí quần đảo Hawar, bây giờ là một phần của Bahrain.
King Fahd Causeway kết nối Ả Rập Xê Út đến đảo Bahrain đã được khánh thành vào ngày 26 tháng 11 năm 1986. Nó bao gồm 5 cầu được liên kết bởi các bờ kè và thiết kế được chọn để cố gắng giảm thiểu những tác động môi trường. Một cầu vượt khác là kế hoạch của 2012 để liên kết Bahrain đến Qatar. Dự án này sẽ lấp đầy hoàn toàn trong khoảng nửa chiều dài của nó và nửa còn lại là cây cầu. Sự hiện diện của các đường đắp cao này là tác động rất đáng kể việc tuần hoàn của nước trong Vịnh.

## Thực vật và động vật
Quần đảo Hawar, kề sát bờ biển của Qatar, đã được liệt kê trong Công ước Ramsar năm 1997. Đó là nơi sinh sống của nhiều loài chim bao gồm Phalacrocorax nigrogularis. Trên đảo chính có linh dương sừng thẳng Ả Rập và linh dương cát Ả Rập.
Vịnh Bahrain là nông cạn và thủy triều có nhiệt lưu thấp. Nhiệt độ của chúng dao động, với một khoảng 14 đến 35 °C (57 đến 95 °F) xung quanh bờ biển. Nước cũng khá hơn mặn (10%) hơn các bộ phận khác của Vịnh Ba Tư. Xung quanh Bahrain có đồng cỏ, rạn san hô, bãi và bụi đước. Các khu vực này rất quan trọng cho sinh thái cung cấp sống cho động vật không xương sống, cá, rùa và Cá cúi.
Bahrain đã được mở rộng các khu vực xung quanh bởi nạo vét đáy biển và san lấp xung quanh bờ biển của nó. Vào năm 1963, các khu vực có diện tích là 668 kilômét vuông (258 dặm vuông Anh) vào 2007 là 759 kilômét vuông (293 dặm vuông Anh). Các rạn san hô liền kề biển đã bị phá hủy và tăng trầm tích trong biển đã tác hại đến phần khác. Rạn san hô Fasht Adham giữa Bahrain và Qatar đã bị hư hại bởi gia tăng nhiệt độ vào năm 1996 và năm 1998, chúng đã gần bị phá hủy hoàn toàn.